# FMA IA 58 Pucará
FMA IA 58 Pucará er et argentinsk designet og produceret tomotoret propelfly, brugt til at nedkæmpe guerillaer i det nordlige Argentina. Flyet bygges af Fábrica Militar de Aviones, og fløj første gang i 1969. Det er opkaldt efter en indiansk fæstning.
Pucará blev brugt med succes mod guerillaer under den beskidte krig, og mindre heldigt mod briterne i Falklandskrigen i 1982.

## Reference
- Jane's All the World's Aircraft 1980-81, ISBN 0-531-03953-6, Jane's Publishing Company Limited